# Eisenbahnbrücke Venedig
Die Eisenbahnbrücke Venedig ist eine Eisenbahnbrücke in Venedig, die über die Lagune von Venedig führt und die venezianischen Bahnhöfe Mestre auf dem Festland und Santa Lucia in der Lagunenstadt miteinander verbindet. Da parallel die später errichtete Straßenbrücke Ponte della Libertà verläuft, wird die Eisenbahnbrücke auch als Ponte Vecchio ‚alte Brücke‘ oder ebenfalls Ponte della Libertà bezeichnet.

## Geschichte

### Die ersten Projekte
Die Idee eine Verbindung zwischen Venedig und der Terraferma zu errichten, äußerte bereits 1763 der Doge Marco Foscarini. Vermutlich ist sie aber noch älter. So erwähnt Adriano Augusto Michieli in seinem 1935 erschienenen Beitrag über die Ponte Littorio, dass bereits der Buchdrucker und Architekt Francesco Marcolini im 16. Jahrhundert eine Brückenverbindung zwischen Venedig, Murano und dem auf dem Festland gegenüber liegenden Campalto plante.
Nach dem Ende der Republik Venedig wurde der Gedanke in der napoleonischen Epoche wieder aufgegriffen und ein erstes Projekt ausgearbeitet, das eine Verbindung über die Inseln Sant’Erasmo und La Certosa mit dem Festland vorsah. Das Projekt beruhte auf dem Umstand, dass die Hafenstadt  Venedig nur noch regional eine Rolle spielte und ihre internationale Bedeutung vollständig verloren gegangen war. Im Gegenzug hatte die Terraferma wirtschaftlich und demographisch stark an Bedeutung gewonnen. Die Idee wurde auch von der nachfolgenden österreichischen Regierung leicht verändert aufgenommen. Das Kernstück der Neuausrichtung der Stadt war der Bau einer Eisenbahnbrücke, mit der nicht nur die Insellage beendet werden, sondern auch der Marktplatz Venedig an Mailand und das übrige österreichische Kaiserreich angeschlossen werden sollte.
Ein erstes Projekt wurde 1823 von Luigi Casarin vorgelegt. Das Projekt sah den Bau eines Erddammes durch die Lagune vor, auf der zunächst nur eine Straße verlaufen sollte, die das Festland mit dem westlichen Stadtrand von Venedig verbinden sollte. Der geplante Damm hatte eine Länge von 4852 m und besaß in der Mitte eine große runde Plattform, die als sicherer Rastplatz für Fußgänger gedacht war. Mehrere Durchfahrten durch den Damm sollten den Boots- und Schiffsverkehr in der Lagune nicht weiter behindern. Das Projekt von Casarin spielte eine Vorreiterrolle, an dem sich spätere Brückenprojekte orientieren sollten. So auch der 1830 von Giuseppe Picotti veröffentlichte Entwurf für eine Bogenbrücke aus Stein. Die Bögen sollten den Schiffsverkehr und den Wasserdurchfluss weniger stark beeinträchtigten, als das von Casarin vorgestellte Projekt. Noch im gleichen Jahr wurde auch ein erster Entwurf für eine Eisenbahnbrücke vom Ingenieur Baccanello und Gaspare Biondetti-Crovato vorgelegt. Er sah vor, dass eine Brücke das Hafenbecken von San Marco erreichte und bis zur Insel San Giorgio Maggiore geführt werden sollte. Mit dem Projekt gewann der Bau einer Eisenbahnbrücke bei den Behörden Vorrang vor einer einfachen Straßenverbindung mit dem Festland. Mit der Einrichtung eines Freihafens durch den österreichischen Kronprinzen Ferdinand I. 1830, verlor das Brückenprojekt zunächst wieder an Bedeutung.

### Die Ferdinandea
Bereits fünf Jahre später hatten sich die positiven Effekte auf die venezianische Wirtschaft nach der Einrichtung des Freihafens in Rauch aufgelöst. Abhilfe sollte ein Eisenbahnanschluss bilden. Sebastian Wagner und Francesco Varè legten über die Handelskammer Venedig der Regierung in Wien ein Anfrage für die Konstituierung einer privaten Eisenbahngesellschaft für den Bau und den Unterhalt einer Eisenbahnlinie zwischen Venedig und Mailand vor, was in Wien auf ein positives Echo stieß. In der Folge wurde die „k.k. private lombardisch-venetianische Ferdinandsbahn-Gesellschaft“ gegründet, im Volksmund nur als „Ferdinandea“ bezeichnet. Mit der Ausführung des technischen Projektes wurde Giovanni Milani betraut, während der Bau der Eisenbahnbrücke zwischen Venedig und dem Festland dem bekannten venezianischen Ingenieur Tommaso Meduna anvertraut wurde. Meduna hatte 1836 zusammen mit seinem Bruder Giambattista die Restaurierungsarbeiten im Theater La Fenice geleitet. Die Geschäftsführung der Ferdinandsbahn-Gesellschaft lag in den Händen von Carlo Cattaneo. Letzterer veröffentlichte Ende 1836 ein von Meduna ausgearbeitetes erstes Brückenprojekt. Meduna hatte insgesamt fünf unterschiedliche Brückenverläufe über die Lagune vorgelegt. Bei seiner Arbeit war er stark von den 1823 und 1830 vorgestellten Projekten von Casarin und Biondetti-Crovato beeinflusst worden. Sein endgültiges Projekt legte er im Juni 1837 vor. Es wurde allerdings aus militärischen Gründen vom Hofkriegsrat abgelehnt. Nach Ansicht der Militärs wäre eine einfache Holzbrücke im Verteidigungsfall leichter zu zerstören, als die von Meduna entworfene Bogenbrücke aus Stein, die von einer Sacca bei Santa Lucia in Venedig auf das Festland bei Mestre verlaufen sollte. Die Meduna-Brücke besaß je nach Quelle eine Länge zwischen 3177 und 3477 m, war im Schnitt 8 m breit und bot Platz für ein Gleis und zwei Gehwege.
Nach der Ablehnung wurde der technischen Direktor der Ferdinandea, Giovanni Milani, mit der Ausarbeitung eines neuen Projektes betraut. Letzterer legte ein augenscheinlich leicht verändertes Projekt vor, worauf Cattaneo verärgert auf das geistige Eigentum von Tommaso Meduna verwies. In Wirklichkeit wich das Milani-Projekt in einigen Punkten ab. Unter anderem sah Milani eine 61 m Zugbrücke in der Mitte der Brücke vor, mit der er den Militärs zu genügen hoffte. Des Weiteren plante er neben der Brücke Wasser- und Gasleitungen zu verlegen. Die damit verbundene Kostenexplosion von 4,7 auf 5,8 Millionen Lire löste bei der Eisenbahngesellschaft Unverständnis aus. Zweifel hegte man außerdem an der Stabilität des Bauwerks. Meinungsverschiedenheiten zwischen der Eisenbahngesellschaft und Milani führten 1840 dazu, dass das Brückenprojekt dem Mitarbeiter Milanis, Andrea Noale, in die Hände gelegt wurde. Am 7. April 1841 wurde der Bauvertrag mit dem venezianischen Bauunternehmer Antonio Busetto unterzeichnet. Letzterer verpflichtete sich die Brücke innerhalb von 4½ Jahren fertigzustellen. Am 25. April 1841 erfolgte die Grundsteinlegung durch den österreichischen Erzherzog und Vizekönig von Lombardo-Venetien Rainer von Österreich, die vom Patriarchen von Venedig, Giacomo Monico, gesegnet wurde. Wenige Tage später erhielt Noale Anfang Mai den Auftrag, auf der Grundlage der von Meduna und Milani ausgearbeiteten Projekte einen dritten definitiven Entwurf zu erstellen. Nach diesem Entwurf wurde die Eisenbahnbrücke schließlich zwischen dem Ostufer des alten Kanals in Marghera bis zur Sacca Santa Lucia neben der gleichnamigen Kirche Santa Lucia erbaut. Der Bahnhof Venezia Santa Lucia entstand erst in den 1860er Jahren.

### Bau und Fertigstellung
Die Baustelle beschäftigte je nach Quelle zwischen 800 und 1000 Arbeitern, die Zulieferer ausgeschlossen. Für den Bau der 3602 m langen Brücke wurden 100.000 Lärchenstämme benötigt sowie 150 Millionen istrische Steine und 23 Millionen Mauerziegel verbaut. Im Vergleich zum ursprünglichen Projekt war die fertige Brücke um einen Meter auf insgesamt 9 m verbreitert worden, um Platz für ein zweites Gleis zu schaffen. Zahlreiche Boote versorgten die Baustelle täglich mit dem nötigen Baumaterial. Sie ruhte schließlich auf 220 Bogen und besaß einen großen und vier kleine Plätze mit 136 beziehungsweise 100 Meter Länge und 36 Meter Breite, die eine Erleichterung für Personen und Verkehr bieten sollten. Für eine eventuelle Sprengung im Verteidigungsfall verfügte sie über 48 Sprengkammern, die mit Sprengstoff gefüllt werden konnten.
Noch vor Vollendung war die k.k. privilegierte lombardisch-venetianische Ferdinandsbahn-Gesellschaft in schwere finanzielle Schwierigkeiten geraten. Ausgelöst durch eine Finanzkrise, erklärte sich die österreichische Regierung 1842 bereit, den Bau auf eigenen Kosten zu vollenden, falls die Mittel der Gesellschaft ausgeschöpft seien. Noch bevor das Anschlussstück der Bahn bis zum Beginn der Brücke am 1. November 1843 fertiggestellt war, trat die Gesellschaft wegen der Übernahme der Kosten in Verhandlungen mit der Regierung. Am 27. Oktober 1845 wurde der letzte Brückenbogen fertiggestellt. Am 4. Januar 1846 wurde die erste Testfahrt über die Brücke unternommen. Am 11. Januar 1846 wurde die Eisenbahnbrücke offiziell eingeweiht. Sie wurde damals nur als Große oder Lagunen-Brücke bezeichnet. Zeitgenössische Reiseführer betitelten sie auch als „längste Brücke der Welt“.

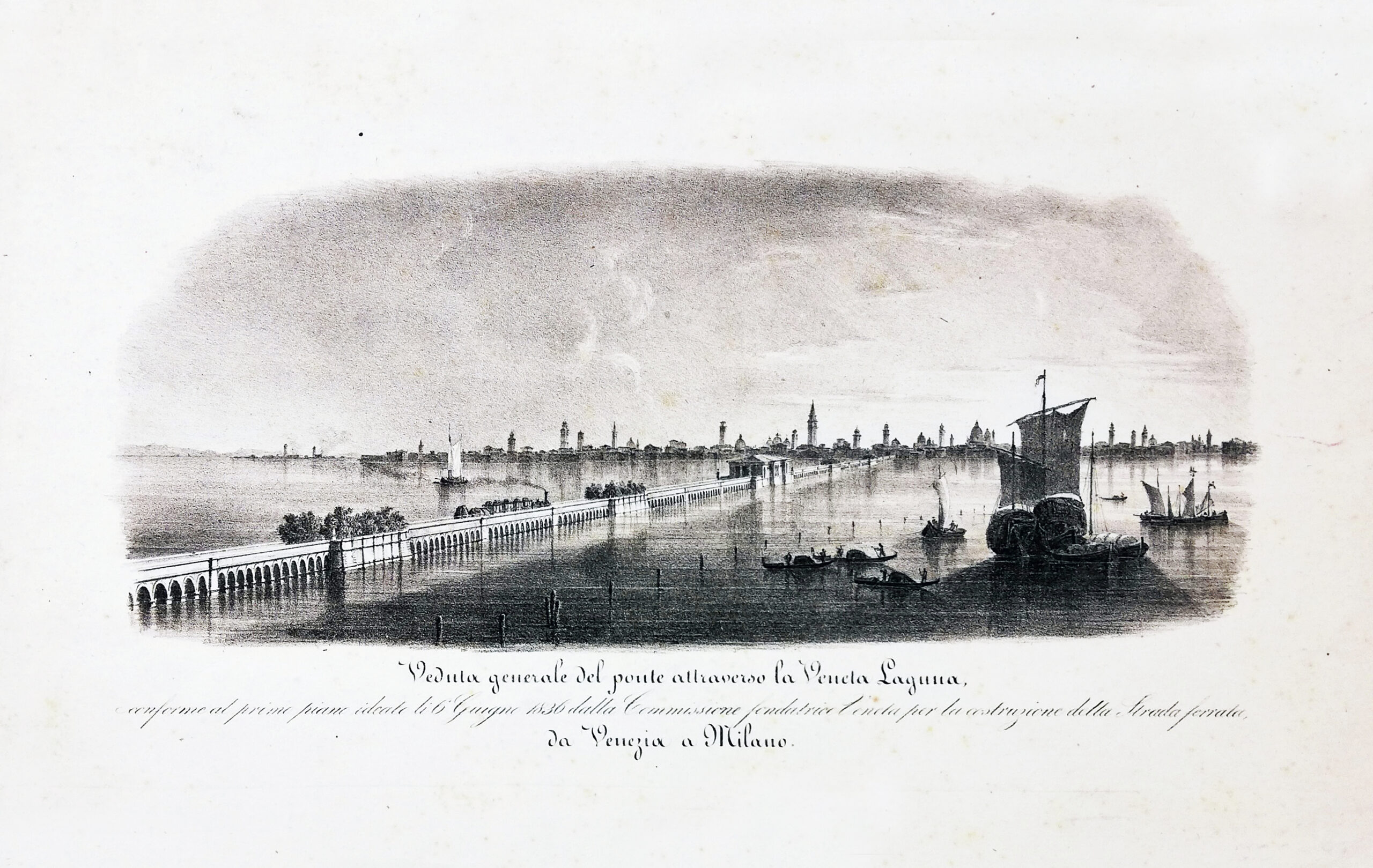
Das 1837 von Tommaso Meduna vorgestellte Brückenprojekt
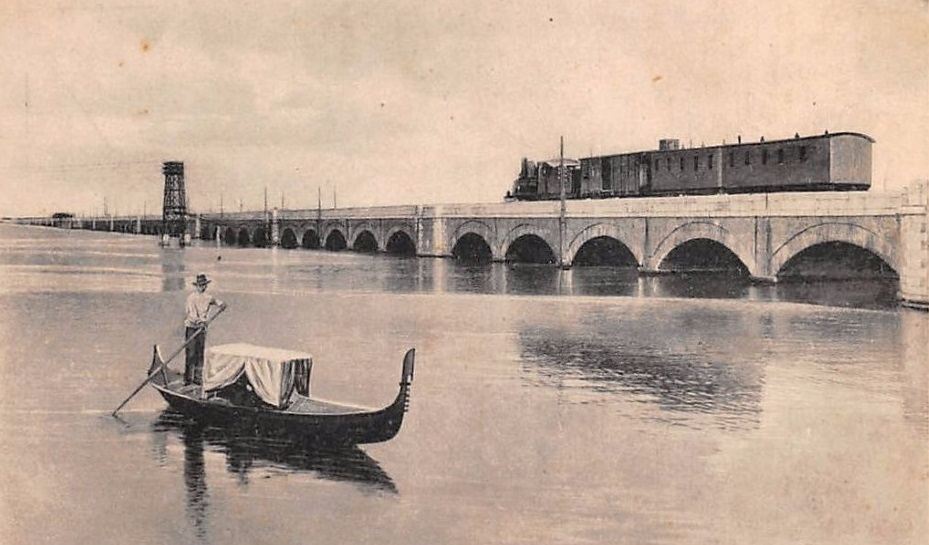
Eisenbahnbrücke um 1910
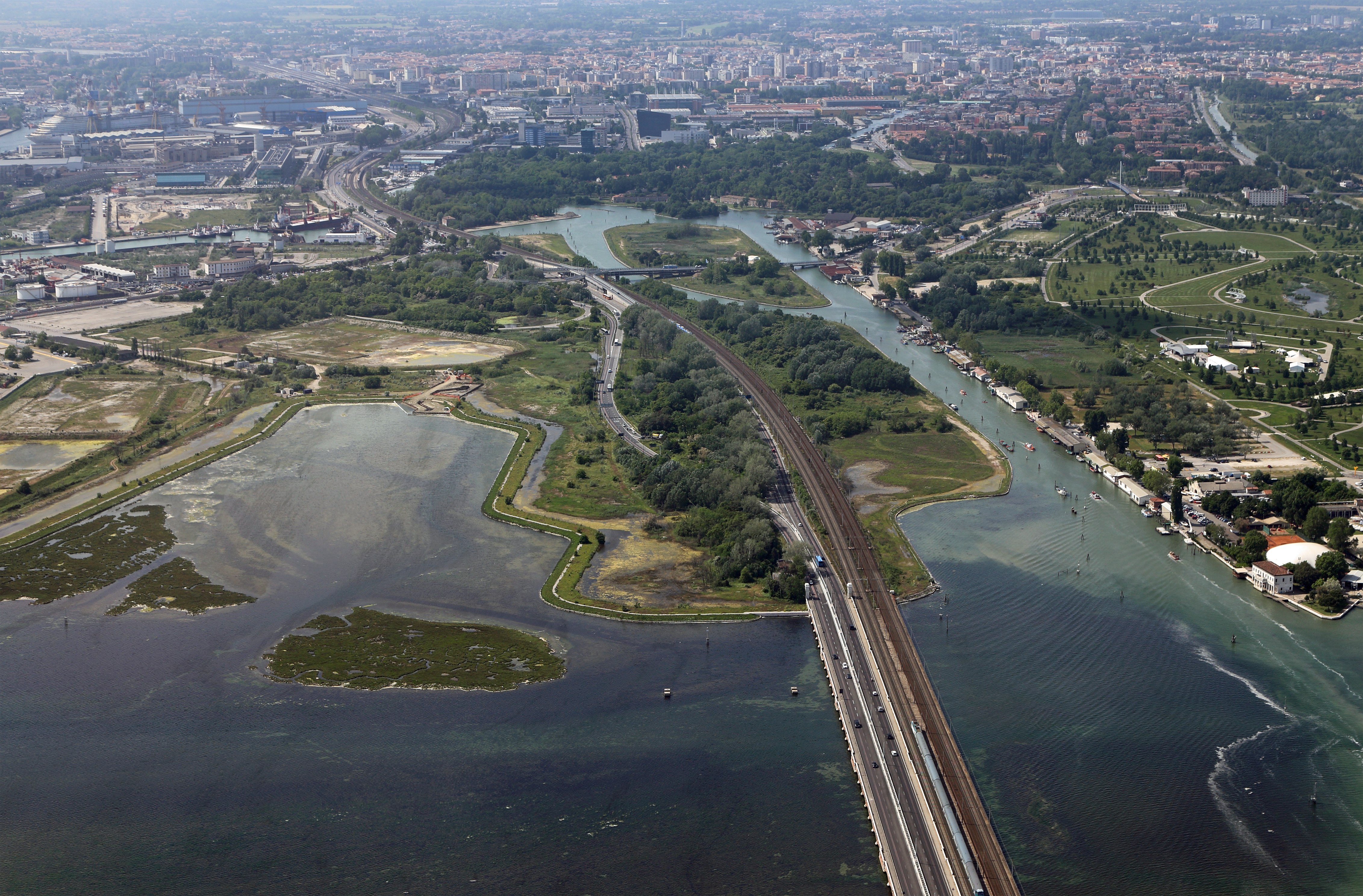
Der Beginn der Brücke bei Marghera/Mestre
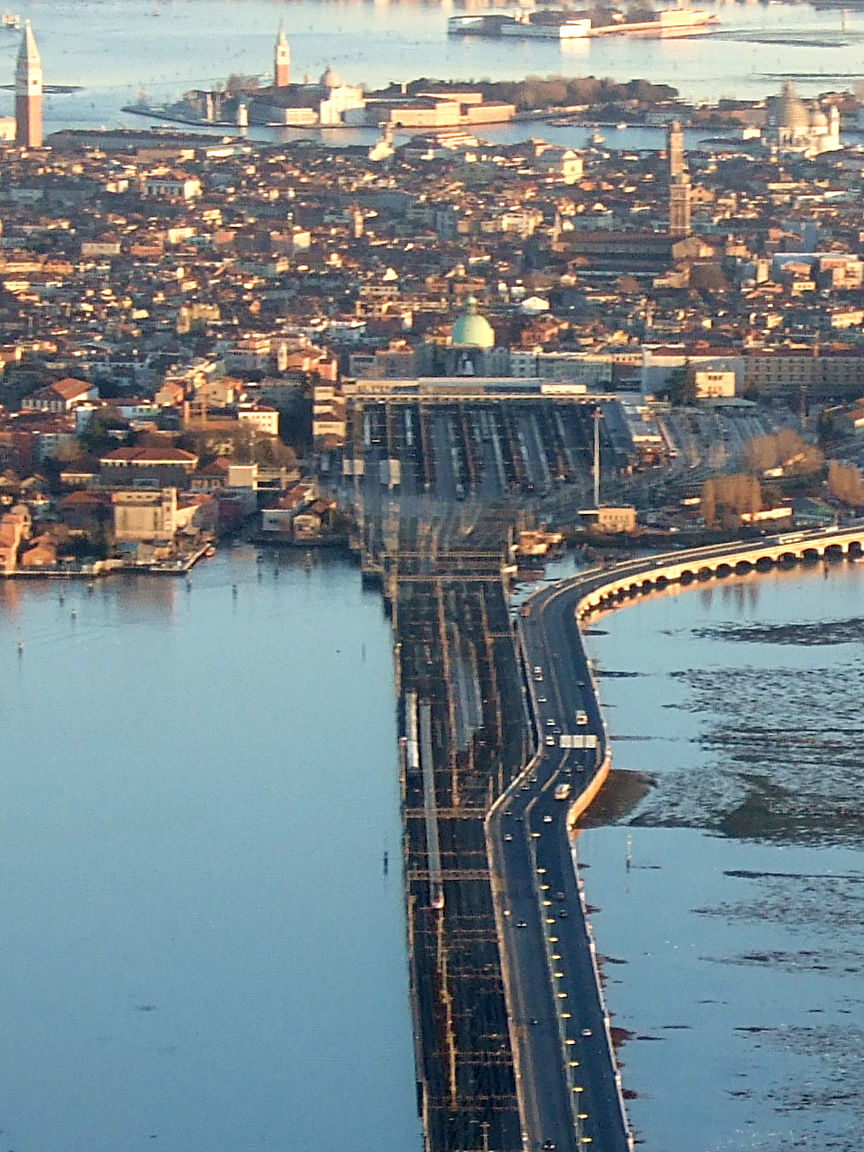
Das Endstück mit dem Endbahnhof Santa Lucia
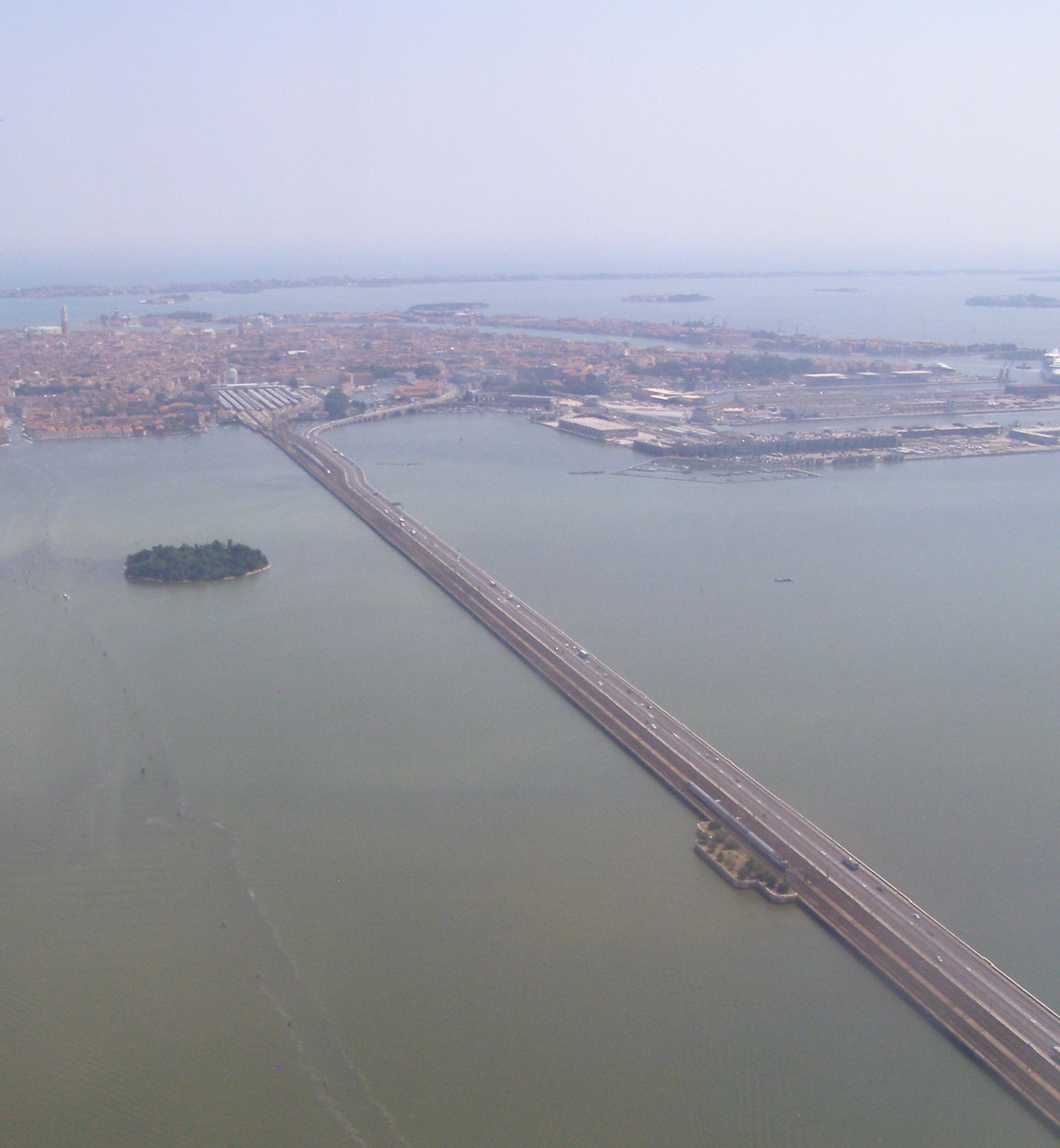
Die beiden Brücken mit den Überresten der 1846 erbauten Batteriestellung und die Insel San Secondo

### Die Brücke nach ihrer Einweihung
Noch im Laufe des Jahres 1846 wurde auf der Mitte der Brücke eine offene Batteriestellung – als Batteria del Ponte bezeichnet – für bis zu sieben Kanonen unterschiedlichster Kaliber erbaut. Während der Revolution von 1848/1849 im Kaisertum Österreich kam es bei der Rückeroberung der revolutionären Repubblica di San Marco zu Kämpfen um die Brücke, insbesondere um die Batteriestellung. Nach der österreichischen Rückeroberung Margheras im Mai 1849 befahl Daniele Manin die teilweise Sprengung der Brücke und konnte damit den österreichischen Vormarsch aufhalten. Die Batteriestellung auf der Mitte der Brücke gelangte anschließend unter heftigstes Feuer der österreichischen Artillerie, konnte aber nicht eingenommen werden. In der Nacht vom 6. auf den 7. Juli 1849 gelang es den Österreichern auf der Batteriestellung Fuß zu fassen, nachdem sie sich mit Booten der Stellung genähert hatten und die Verteidiger überraschen konnten. Mit einem von der benachbarten Insel San Secondo vorgetragenen Gegenangriff konnten die Stellung von den Venezianern zurückerobert werden. Mit dem Wiederaufbau der Brücke wurde erneut der Bauunternehmer Busetto beauftragt und im Juni 1850 verkehrten wieder Züge bis nach Venedig. Nach dem Dritten Italienischen Unabhängigkeitskrieg und dem Anschluss Venetiens an das Königreich Italien wurde 1866 eine Gedenksäule mit zwei Kanonen an der ehemaligen Batteriestellung neben der Eisenbahnbrücke errichtet.
In den 1970er-Jahren wurde die Brücke viergleisig ausgebaut. Mit dem 1965 begonnenen und 1973 fertiggestellten Ausbau wurde die Brückenstruktur der 1846 eingeweihten auch auf ihrer Ostseite verdeckt, nachdem seit dem Bau der Straßenbrücke in den 1930er Jahren bereits die Westseite nicht mehr zu sehen war. Nach dem Ausbau konnte der alte Teil umfangreich saniert werden, ohne den Schienenverkehr von und nach Venedig groß zu beeinträchtigen.

## Unfälle
Am 8. Oktober 1920 stießen ein von Venedig nach Mailand ausfahrender und ein von Triest kommender Schnellzug auf der Brücke zusammen, nachdem ein Signal falsch gestellt war. 25 Menschen starben, 20 wurden verletzt.